# Capparis flavicans
Capparis flavicans är en kaprisväxtart som beskrevs av Wilhelm Sulpiz Kurz. Capparis flavicans ingår i släktet Capparis och familjen kaprisväxter. Inga underarter finns listade i Catalogue of Life.